# Kup europskih prvaka 1977./78. (vaterpolo)
Ovo je petnaesto izdanje Kupa europskih prvaka. Još u skupinama ispali su Vasas, Alphen, Ethnikos i Horgen. Zatim se igrala završna skupina.
- 1. Canottieri Napulj (Italija)
- 2. CSK VMF Moskva (SSSR)
- 3. Partizan (Jugoslavija)
- 4. Würzburg 05 (Njemačka)

- sastav Canottierija Napulj (prvi naslov): Mario Scotti Galletta, Guido Criscuolo, Sergio Pirone, Paolo De Crescenzo, Massimo De Crescenzo, Renato Notarangelo, Enzo D ’Angelo, Maurizio Migliaccio, Vittorio Formoso